# Stylurus intricatus
Stylurus intricatus är en trollsländeart som först beskrevs av Hagen in Selys 1858.  Stylurus intricatus ingår i släktet Stylurus och familjen flodtrollsländor. Inga underarter finns listade i Catalogue of Life.